# Вельш, Вольфганг
Во́льфганг Вельш (нем. Wolfgang Welsch, род. 17 октября 1946, Штайненхаузен, Бавария) — современный немецкий философ, представитель постмодернизма, профессор, доктор философии, c 1999 г. — заведующий кафедрой теоретической философии Университета имени Фридриха Шиллера (Йенский университет ФРГ), Friedrich-Schiller-Universität Jena (BRD).

## Краткая биография
Вольфганг Вельш изучал археологию, историю искусств, философию и психологию в университетах Мюнхена и Вюрцбурга. В 1974 г. защитил докторскую диссертацию по философии, в 1982 г. габилитационную диссертацию. С 1988 по 1993 гг. В. Вельш был профессором философии в Университете Бамберг, с 1993 по 1998 гг. в Университете Магдебург.
В. Вельш был гостевым профессором в немецком университете Эрланген, Свободном университете Берлин, а также в Стэнфорде, США. В 1992 г. он награждён исследовательской премией Общества Макса Планка.
В сочинении «Разум. Современная критика разума и концепция трансверсального разума» (1996 г., 4-е изд. 2007 г.) рассмотрел философские позиции таких авторов, как Иммануил Кант, Эдмунд Гуссерль, Мартин Хайдеггер, Юрген Хабермас, Мишель Фуко, Ричард Рорти, Жиль Делёз, Жак Деррида, Жан-Франсуа Лиотар и представил свою оригинальную концепцию «трансверсального разума».
Основными направлениями творчества Вольфганга Вельша в настоящее время являются эпистемология, антропология, философия искусства, современная философия.

## Основные сочинения Вольфганга Вельша
- Aisthesis: Grundzüge und Perspektiven der Aristotelischen Sinneslehre. — Stuttgart : Klett-Cotta, 1987. — ISBN 3-608-91447-1
- Ästhetisches Denken. Reclam, Stuttgart 1990, ISBN 3-15-008681-7
- Vernunft. Die zeitgenössische Vernunftkritik und das Konzept der transversalen Vernunft. — Frankfurt am Main: Suhrkamp, 1995. — ISBN 3-518-58184-8
- Grenzgänge der Ästhetik. Reclam, Stuttgart 1996, ISBN 3-15-009612-X
- Unsere postmoderne Moderne. 7. Auflage, Akademie Verlag GmbH, Berlin 2002, ISBN 3-05-003727-X
- Wege aus der Moderne: Schlüsseltexte der Postmoderne-Diskussion, (Hrsg.), Akademieverlag, Berlin; Auflage: 2., durchges. A. Dezember 2002, ISBN 3-05-002789-4.

## Переводы работ Вольфганга Вельша
- Вельш В. «Постмодерн». Генеалогия и значение одного спорного понятия // Путь. — №. 1. — Москва, 1992. — С. 109—136.
- Вольфганг Вельш (Магдебург, ФРГ): Основные различия традиционной, нововременной и постмодерной концепций разума / Перевел с немецкого Владимир Абашник // Філософія: класика і сучасність. Матеріали III Харківських Міжнародних Сковородинівських читань. — Харків: «Центр освітніх ініціатив», 1996. — С. 6-7.
- Вольфганг Вельш (Магдебург, ФРГ): Трансверсальность. Трансверсальный разум и разум вообще / Перевел с немецкого Владимир Абашник // Культура у філософії XX століття. Матеріали IV Харківських міжнародних Сковородинівських читань (30 вересня — 1 жовтня 1997р.) — Харків: Університет внутрішніх справ, 1997. — С. 22-33.
- Вольфганг Вельш (Магдебург, ФРГ): Жиль Делёз или гетерогенность и соединение / Перевел с немецкого Владимир Абашник // Проблема раціональності наприкінці ХХ століття. Матеріали V Харківських міжнародних Сковородинівських читань (29-30 вересня 1998р.) — Харків: Університет внутрішніх справ, 1998. — С. 102—113.
- Вольфганг Вельш (Йена, ФРГ): Справедливость как новая ведущая идея разума / Перевел с немецкого Владимир Абашник // Ідея справедливості на схилі ХХ століття. Матеріали VI Харківських міжнародних Сковородинівських читань (28-29 вересня 1999р.) — Харків: Університет внутрішніх справ, 1999. — С. 89-104.
- Вольфганг Вельш. Наш постмодерний модерн. Пер. з нім. А. Л. Богачова, М. Д. Култаєвої, Л. А. Ситніченко. — Київ: Альтерпрес, 2004.
- Вольфганг Вельш (Йена, ФРГ): Евроцентричны ли права человека? / Перевел с немецкого Владимир Абашник // Демократичнi цінностi, громадянське суспільство i держава / Матеріали XIII Харківських міжнародних Сковородинівських читань (30 вересня — 1 жовтня 2005 р.). — Харків: Прометей-Прес, 2005. — C. 30-38.
- Вольфганг Вельш (Йена, ФРГ), Разум и кризис. Гуссерль: спасение через углубление разума / Перевел с немецкого Владимир Абашник // Феноменологія i мистецтво. Щорічник Українського феноменологічного товариства, 2002—2003 / Phaenomenologie und Kunst. Jahresalmanach der Ukrainischen Phaenomenologischen Gesellschaft, 2002—2003. — Київ: ППС-2002, 2005. — С. 149—158.
- Вольфганг Вельш (Йена, ФРГ), Отражая Тихий океан / Перевел с английского Павел Мохорт // Карельский экологический журнал «Зелёный лист», № 5, 2016. С.46-53 — Петрозаводск / Reflecting the Pacific. «Contemporary Aesthetics», vol. 1. 2003. Современная эстетика. Т. 1. 2003.
- Вельш Вольфганг (Йена, ФРГ) Коммуникаця с животными / Перевёл с немецкого языка Владимир Абашник // Людина, суспільство, комунікативні технології. Матеріали VI Міжнародної науково-практичної конференції, 14-15 вересня 2018 р. — Харків-Лиман, 2018. — С. 37-41.

## Награды
- Премия Макса Планка (1992)